# Jaroslav Haščák
Jaroslav Haščák (* 30. srpna 1969, Ďurková) je slovenský podnikatel, spoluzakladatel a spolumajitel investiční skupiny Penta Investments.
Studium absolvoval na Moskevském státním institutu mezinárodních vztahů (MGIMO) a Pekingské univerzitě. První zkušenosti s obchodem získal počátkem devadesátých let, kdy během svého studijního pobytu v Pekingu začal s bývalým spolužákem Markem Dospivou dovážet čínské textilní výrobky do obchodních řetězců v Československu.
Poté společně s dalším budoucím partnerem, Jozefem Oravkinem, začali Dospiva a Haščák v Bratislavě obchodovat na rozvíjejícím se trhu s cennými papíry. Na konci roku 1993 založili firmu Penta Brokers, do níž přizvali ještě Martina Kúšika a Juraje Herka. Název společnosti Penta tak představuje pět partnerů, kteří stáli u zrodu firmy.

## Kauza Gorila
Byl jedním z aktérů Kauzy Gorila, v rámci které se měl scházet s předními slovenskými politiky a úředníky v době vlády Mikuláše Dzurindy a probírat s nimi úplatky a provize. Haščák odmítal, že by se úplatcích podílel. Prvního prosince 2020 byl zatčen a obviněn z korupce a praní špinavých peněz. Obvinění se mělo týkat obchodování s nahrávkou z Kauzy Gorila, kterou měl Haščák koupit v roce 2006 od bývalého příslušníka SIS Ľubomíra Arpáše a později znovu od kontroverzního podnikatele Mariana Kočnera.
Nejvyšší soud neshledal důvody pro vazbu a Haščák byl sedmého ledna 2021 propuštěn. Generální prokurátor Žilinka koncem srpna 2021 zrušil jeho stíhání a prohlásil, že „nebyly zajištěny žádné důkazy, které by potvrzovaly důvodnost trestního stíhání v kauze.“
V prosinci 2022 byl opět v souvislosti s Kauzou Gorila obviněn, tentokrát z trestných činů založení a podpory zločinecké skupiny a z legalizace příjmů z trestné činnosti. Spolu s ním bylo obviněno dalších sedm osob, mj. bývalý ministr hospodářství Jirko Malchárek a někdejší členové vedení slovenského Fondu národního majetku. Obvinění měli jednat v Haščákův prospěch, za což od něj měli brát úplatky. U některých měla výše úplatků překročit 1 mil. eur. V lednu 2024 zastavil prokurátor stíhání všech obviněných s tím, že jedna z vyšetřovatelek neměla vyšetřovat, když byla obecní zastupitelkou. Vyšetřovatel uvedl, že obvinění podá znovu, pokud však nabyde účinnosti novela slovenského trestního zákona, připravená čtvrtou vláda Roberta Fica, bude celá kauza promlčena.
Dne 19. března 2024 uvedl Úřad speciální prokuratury, že v kauze Gorila obvinila 5 osob, které čelí stíhání za trestný čin založení a podpory zločinecké skupiny a korupční trestné činy. Čtyři z těchto osob jsou obviněny za zločin porušování povinností při správě cizího majetku. Podle médií je jedním z obviněných i Jaroslav Haščák.